# Kintai

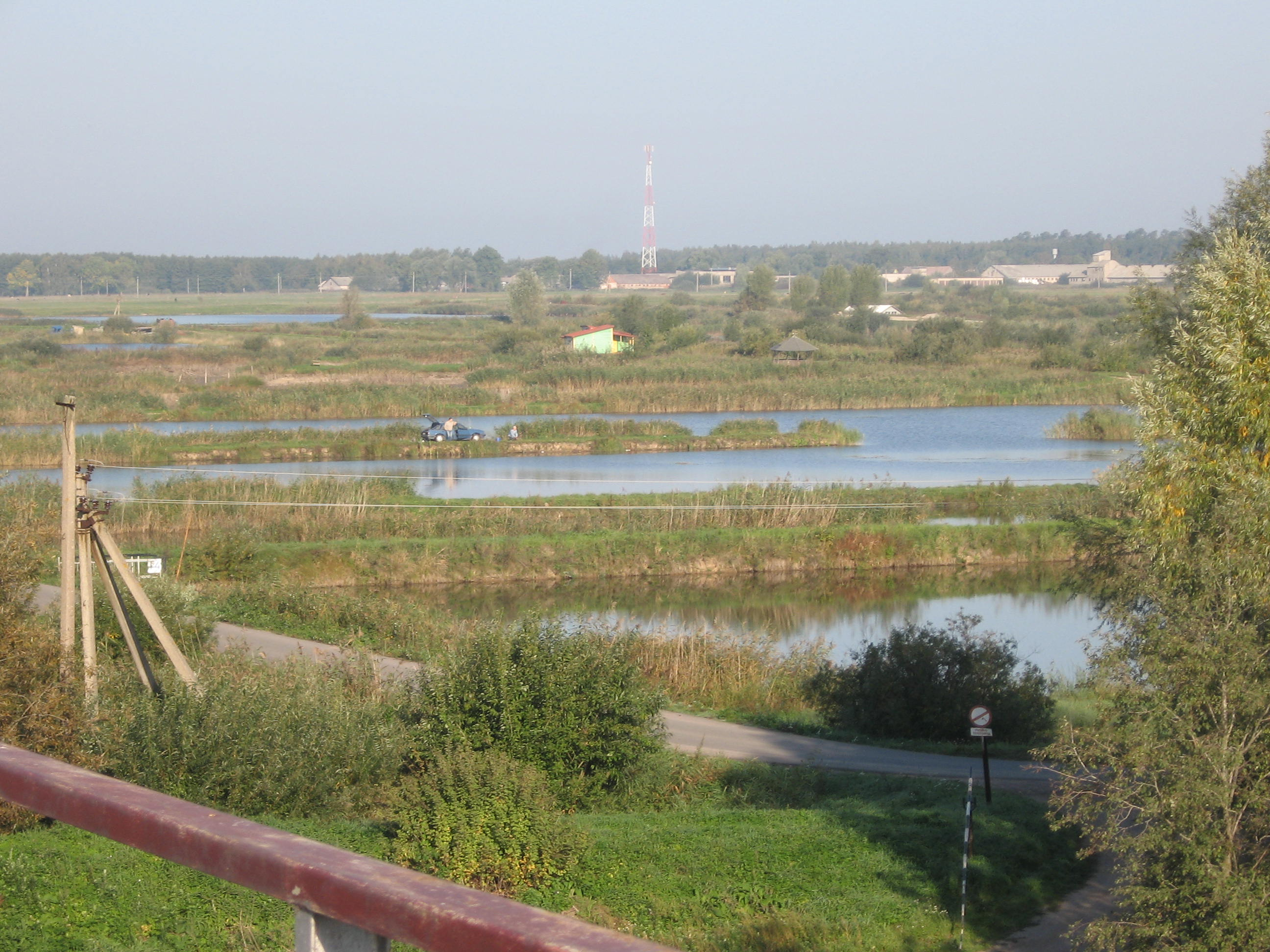
Kintajský rybník

Kintai je městečko v západní části Litvy, v Klaipėdském kraji, okres (savivaldybė) Šilutė, na pobřeží Kurského zálivu, v dřívější Malé Litvě. Je to středisková obec a také centrum Kintajského (evangelického) seniorátu - obec Kintų seniūnija. Z Kintů vedou silnice směrem na jih do Šilutė (vlevo) a do Ventė (vpravo), na sever do Svencelė, Dreverny a Priekulė a na severovýchod od vsi Sakūčiai. Na sever od Kintů je (8 km²) Kintajský les. Kintai jsou na území Regionálního parku Němenské delty. Je zde střední škola (založena roku 1705, v letech 1888–1892 zde vyučoval Vydūnas), knihovna, kostel (původně evangelický (luteránský), postavený roku 1705, opravený roku 1905, do první světové války, sdružoval kolem 5000 věřících (převážně Litevců). Kázání probíhalo v litevštině a v němčině. Po II. světové válce byl kostel uzavřen. Roku 1990 byl kostel předán katolíkům), dva evangelické hřbitovy, ambulance, lékárna, obchodní dům, prodejna, pekárna, pošta (PSČ LT-99050), polesí, přístaviště malých lodí, rybářské družstvo, požární zbrojnice, sportovní taneční klub Kintai, Vydūnovo muzeum, galerie Palėpė, školy umění a hudební. Byla zde nalezena ropa.

## Historie
Kintai byly založeny v 16. století. V roce 1540 byla zmiňována usedlost Blazyse Kinta. Kintai náležely dvoru Jocišků. Existuje záznam, že roku 1550 zde byla fara. Kintai začaly růst na začátku 18. století (kostel, škola). Roku 1820 byla založena organizace Státní lesní hospodářství, roku 1850 pošta, a ústředí administrativně-územní jednotky té doby jménem valsčius (zhruba na úrovni menšího okresu). V 18. a 19. století se zde konávaly veliké trhy dobytka a ryb. Po I. světové válce v Kintajích začala aktivní (pro)litevská činnost, založeno oddělení Hlavního Výboru pro záchranu Malé Litvy koncem roku 1922, kulturní společnost lietuvninků „Rūta“, která měla svoji knihovnu, pořádala přednášky a večery amatérské umělecké tvorby. Bylo zde pěvecké sdružení, jehož sbor roku 1928 vystoupil na II. Národním svátku písní v Kaunasu. V letech 1924–1938 fungoval Střelecký kroužek, který měl svoji knihovnu, pořádal výroční slavnosti s kulturním programem. V Kintajích byl také dechový orchestr, Knihovna Prusko-Litevského sjednocení, okresní policejní úřad, ambulance, 3 restaurace, hospoda, hotel, záložna, prodejny látek a prodejna s hospodářským zbožím, mlékárna (roku 1932). Kromě státní školy tu byla také soukromá. Ve třicátých letech byl vztyčen obelisk se jmény padlých v první světové válce. V 80. letech, kdy již většina původních (starších) obyvatel emigrovala do Německa, sovětská vláda obelisk zbořila. V květnu roku 1933 byla založena nacistická organizace (štáb byl ve dvoře Muižės), kterou ale litevská vláda brzy rozpustila.
Kintai silně utrpěly za druhé světové války a za Sovětů. Bylo zničeno 75 % budov. Velmi se změnilo složení obyvatel: na Západ uprchlé přeživší Lietuvninky a Němce zaměnili přivandrovalci z různých koutů Litvy. V Kintajích byla sýrárna, dům služeb, oddělení spojů (nedokonalá obdoba pošty), polesí, ambulance, lékárna, kulturní dům (od roku 1957), knihovna (od roku 1949). Od roku 1957 byla po nějakou dobu nemocnice a útulek pro invalidy. V zelené zóně byl založen pionýrský tábor „Vėtrungė“, postavena 3 letní sídla klaipėdských závodů.
| 498 | 454 | 807 | 893 | 1 043 | 943 | 833 |  |  |  |  |  |
|     |     |     |     |       |     |     |  |  |  |  |  |

V roce 1905 52 % obyvatel byli Litevci.

## Významné osobnosti
- Arūnas Acus, (* 2. října 1956), veřejný činitel Malé Litvy, Doktor sociologie, přednášející na Klaipėdské univerzitě, člen sněmu Sąjūdisu
- Martynas Anysas, (5. prosince 1895 – 29. ledna 1974), publicista, právník, historik, diplomat
- Albert Füllhaase (politevštěno: Albertas Fiulhazė), (v letech 1879–1909 učitel v Kintajích), autor monografie o Šilutském kraji „Geschichtliche Heimatkunde des Kreis Heydekrug“.